# ランドローバー・フリーランダー
フリーランダー（FREELANDER）は、インド・タタ自動車の子会社である、イギリス・ランドローバー社が発売していたSUVである。同社が販売している車種の中では最もコンパクトなモデルに相当する。

## 初代（1997年-2006年）

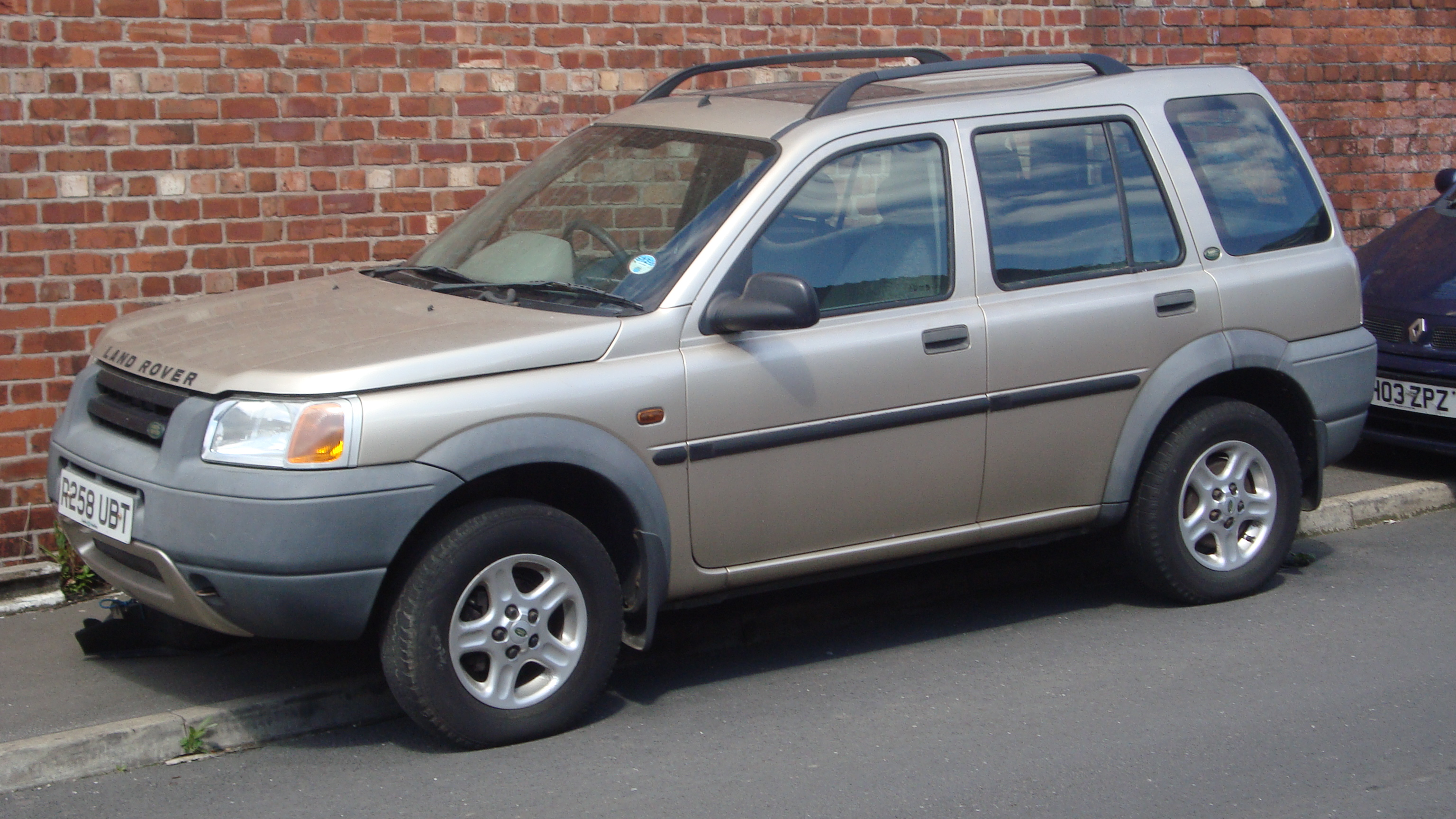
初代(前期型/５ドア)

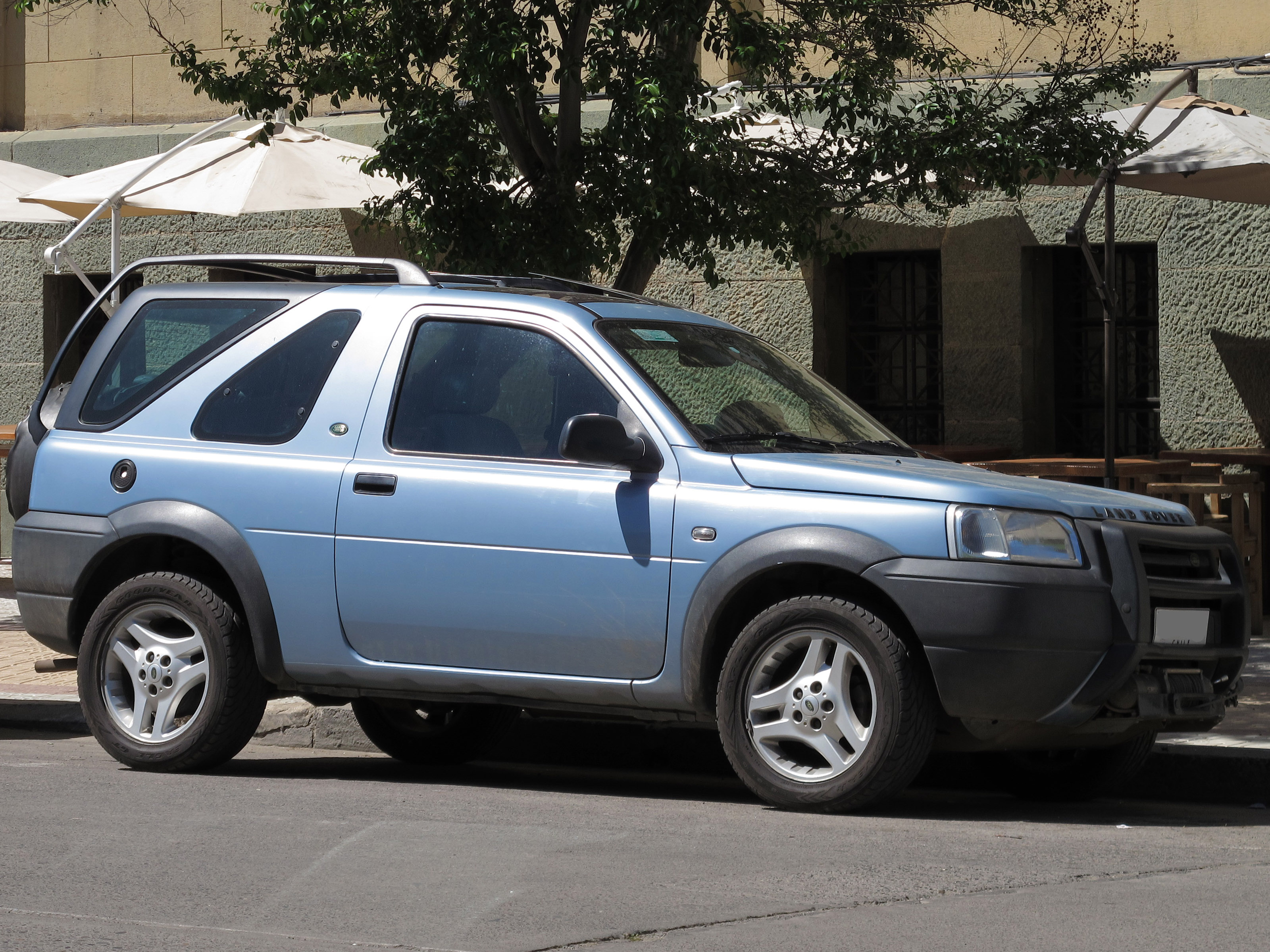
初代(前期型/３ドア)

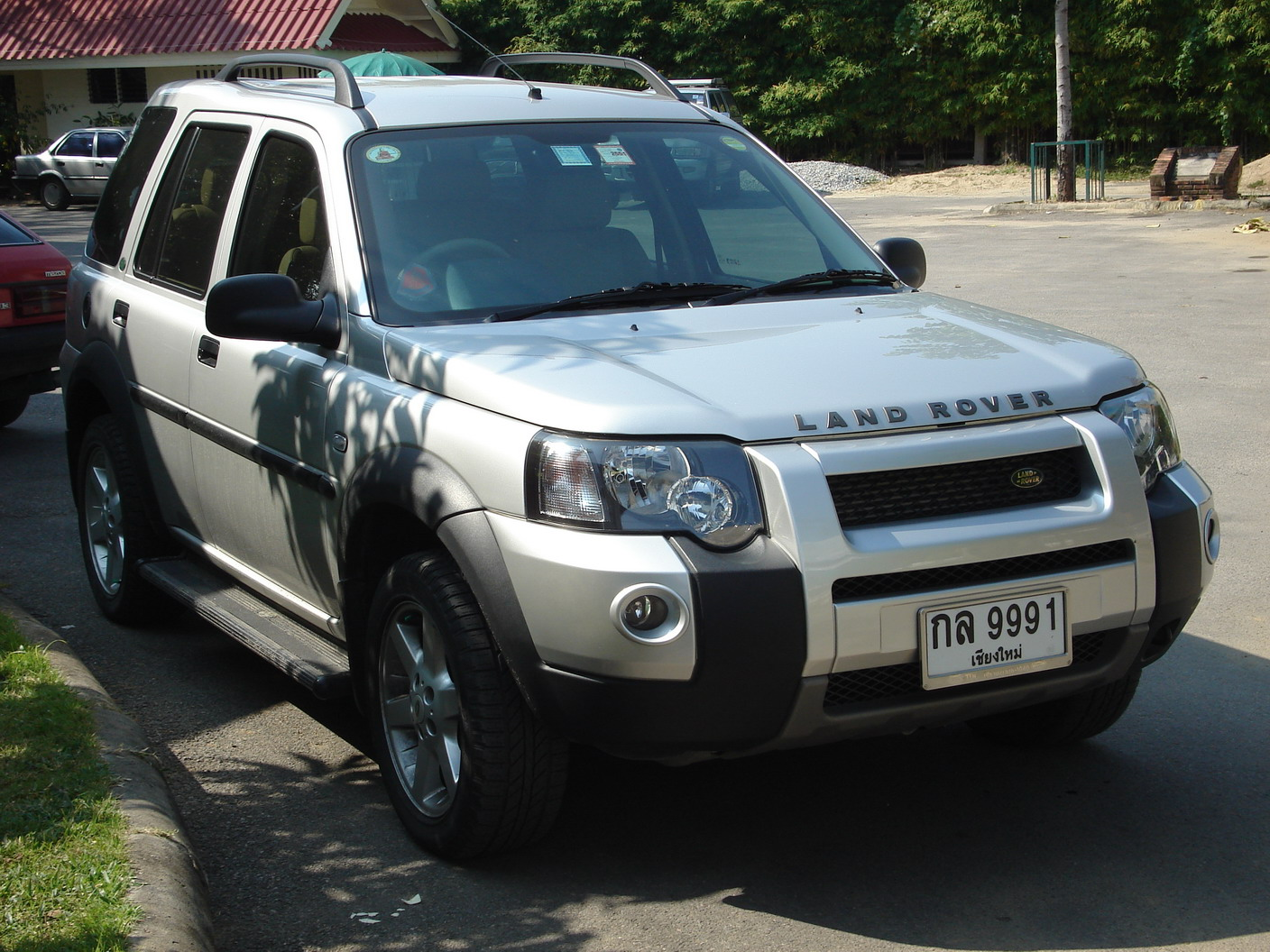
初代(後期型/５ドア)

日本仕様のエンジンは同時期に販売されていたローバー75と同じV6、2.5 Lガソリンで、トランスミッションはジヤトコ製の5段ATのみ。
ボディは5ドアとソフトトップの3ドアが設定されていたが、日本では2003年10月のマイナーチェンジの際に3ドアは廃止された。
ランドローバーとして、初めてラダーフレームとモノコックボディを組み合わせたシャシーを採用。ラダーフレームはモノコックボディに溶接されており、ブッシュマウントとは比較にならないほどの強度を有していた。エントリーモデルながらも、ETC（4輪電子制御トラクションコントロール）やHDC（ヒル・ディセント・コントロール）といった装備に加え、EBD（電子制御制動力配分システム）も搭載しており、キャッチコピーの「Go anywhere Vehicle（＝何処へでも行けるクルマ）」を体現しようとしていたことがうかがえる。
デザインは、現在のランドローバーのチーフデザイナーを務めるジェリー・マクガバンが担当した。
- 1997年12月 - 欧州で発売開始。当初は直4エンジンのマニュアルシフトのみ。
- 2001年2月 - V6エンジンやATが設定され、日本でも発売される。ラインナップは５ドアモデルのベーシックモデル「S」と上位モデルの「ES」。３ドアは後部座席部分が幌のソフトバック仕様「GS」の計３モデル。
- 2003年10月 - マイナーチェンジ。ヘッドライトが上位モデルの2代目ディスカバリーに合わせた「ツインポケット」と呼ばれる涙目のデザインに変更。内装も一新し高級感あるデザインへと変更。エンジンは同じだが燃料タンク容量が旧型より5.0 L増え、65 Lに変更。ラインナップもベーシックモデルの「SE」と、上級モデルの「HSE」の２つになった。
- 2005年5月 - フリーランダースポーツが100台限定で販売。ルーフレールがなく、30mmローダウンしたサスペンションに専用18インチホイールが組み込まれたのが特徴で、「ジャバブラック」が専用色として用意された。
- 2006年 - 販売終了。

## 2代目（2006年-2014年）
2006年7月の英国国際モーターショーに出展。北米では「LR2」を、それ以外の地域では「フリーランダー2」を名乗る。ボルボ・S80と同じ直列6気筒3.2 LガソリンエンジンとフォードとPSAグループが共同開発した2.2 Lディーゼルエンジンが横置き搭載された。日本仕様には直列6気筒モデルのみが設定された。
SUVとは思えない軽快で機敏な走りが楽しめる一方、オフロード性能も高くランドローバーが開発したテレインレスポンスも搭載している。ただし、ほかのランドローバー・モデルと異なり、エアサスペンションを装備していないため、「岩場モード」のない4モードとなる。
ランドローバーを含むグループ内の各ブランドで共同開発したこのプラットフォームを使用するのは他に、ボルボ・S80、フォード・ギャラクシー（フォルクスワーゲン・シャランも参照）など。
様々な電子デバイスが標準装備され、欧州の衝突安全性能評価をしているEuro NCAPで、コンパクトSUV初となる5ッ星を獲得し、高い安全性として評価されている。
2013年モデルから、ガソリンエンジンがダウンサイジングコンセプトによる2.0 L直列4気筒ターボ（フォード・エコブースト）に変更された。

### 日本での販売
- 2007年6月9日、ガソリンエンジン車のみが日本に導入され、グレードは上級グレードのHSE、基本グレードのSE、廉価版のSの3種類用意された[1]。
- 2010年4月1日にラインナップが変更され、3.2 i6と3.2 i6 HSEの2グレード展開となった[2]。
- 2011年1月、マイナーチェンジ。外装のデザインが変更され、他のランドローバーとデザインが統一された[3]。
- 2011年5月、特別仕様車「スペシャルエディション」発表。同年6月に発売された[4]。
- 2012年12月21日、エンジンがオールアルミ製の直列4気筒2.0 Lターボに変更されたほか、エクステリアのデザインも変更された[5]。
- 2014年8月、特別仕様車「ファイナルエディション」発表。同年9月に発売され[6]、事実上、これを最後に販売終了となった。同年10月に受注を開始したディスカバリースポーツが実質的後継車種となる。

#### 現行グレード
| グレード        | 製造年               | エンジン                      | 排気量       | 最高出力/最大トルク | 変速機       | 駆動方式     | ハンドル位置 |
| 現行グレード    | 現行グレード         | 現行グレード                  | 現行グレード | 現行グレード        | 現行グレード | 現行グレード | 現行グレード |
| --------------- | -------------------- | ----------------------------- | ------------ | ------------------- | ------------ | ------------ | ------------ |
| フリーランダー2 | 2012年12月-          | 204PT型直列4気筒DOHCターボ    | 1998cc       | 240ps/34.7kg・m     | 6速AT        | 4WD          | 右           |
| 過去のグレード  |                      |                               |              |                     |              |              |              |
| 3.2 i6 4WD      | 2010年4月-2012年11月 | ボルボ製 B6324S 直列6気筒DOHC | 3192cc       | 232ps/32.3kg・m     | 6速AT        | 4WD          | 右           |
| 3.2 i6 HSE 4WD  | 2010年4月-2012年11月 | ボルボ製 B6324S 直列6気筒DOHC | 3192cc       | 232ps/32.3kg・m     | 6速AT        | 4WD          | 右           |
| HSE 4WD         | 2007年6月- 2010年3月 | ボルボ製 B6324S 直列6気筒DOHC | 3192cc       | 232ps/32.3kg・m     | 6速AT        | 4WD          | 右           |
| SE 4WD          | 2007年6月- 2010年3月 | ボルボ製 B6324S 直列6気筒DOHC | 3192cc       | 232ps/32.3kg・m     | 6速AT        | 4WD          | 右           |
| S 4WD           | 2007年6月- 2010年3月 | ボルボ製 B6324S 直列6気筒DOHC | 3192cc       | 232ps/32.3kg・m     | 6速AT        | 4WD          | 右           |